# Anomis fulvida
Anomis fulvida är en fjärilsart som beskrevs av Achille Guenée 1852. Anomis fulvida ingår i släktet Anomis och familjen nattflyn. Inga underarter finns listade i Catalogue of Life.